# Consejo Legislativo Federal de Malasia
El Consejo Legislativo Federal (en malayo: Majlis Perundangan Persekutuan) fue la única legislatura malaya durante el período colonial y la primera legislatura de Malasia como país independiente. Su período de gobierno entró en vigor el 1 de agosto de 1955. Tras la independencia de la Federación Malaya el 31 de agosto de 1957, continuó sirviendo como órgano del poder legislativo interinamente hasta el 11 de septiembre de 1959, cuando comenzó la primera legislatura del Parlamento de Malasia elegido ese mismo año. Durante esta legislatura, se dio el primer gobierno de Tunku Abdul Rahman.
Fue elegido en 1955, en las primeras elecciones federales a nivel nacional. Se disputaban 52 escaños, mientras que los otros 46 serían designados por el gobierno colonial. El partido que ganara tendría derecho a recomendar el nombramiento de 7 de los 46 designados. El Partido de la Alianza, una coalición entre la Organización Nacional de los Malayos Unidos (UMNO), la Asociación China de Malasia (MCA), y el Congreso Indio de Malasia (MIC), disputó todos los escaños y ganó 51, con el escaño restante obtenido por el Partido Islámico Panmalayo (PAS).

## Distribución por estado
| Escaños               | # de escaños | UMNO | MCA | MIC | PAS |
| --------------------- | ------------ | ---- | --- | --- | --- |
| Perlis                | 1            | 1    |     |     |     |
| Kedah                 | 6            | 4    | 2   |     |     |
| Kelantan              | 5            | 5    |     |     |     |
| Trengganu             | 3            | 3    |     |     |     |
| Penang-Seberang Perai | 4            | 2    | 2   |     |     |
| Perak                 | 10           | 5    | 3   | 1   | 1   |
| Pahang                | 3            | 3    |     |     |     |
| Selangor              | 7            | 4    | 3   |     |     |
| Negri Sembilan        | 3            | 2    | 1   |     |     |
| Malacca               | 2            | 1    | 1   |     |     |
| Johore                | 8            | 4    | 3   | 1   |     |
| Total                 | 52           | 34   | 15  | 2   | 1   |

## Miembros electos del Consejo Legislativo Federal
Durante la legislatura hubo solo tres cambios: Leong Yew Koh de la circunscripción Ipoh-Menglembu de Perak se retiró de su cargo el 31 de agosto de 1957, al conseguir el país su independencia, porque se convirtió en Yang di-Pertuan Negeri (monarca) del estado de Malacca y quedaba constitucionalmente impedido para ejercer cargos públicos. D. R. Seenivasagam, del Partido Progresista Popular (PPP) obtuvo la victoria en la subsecuente elección parcial y la representación opositora aumentó a dos escaños. S. Chelvasingam MacIntyre falleció en diciembre de ese mismo año y el candidato oficialista Syed Esa Alwee ganó la elección parcial en su circunscripción. Mohamed Ghazali Jawi fue sucedido por Meor Samsudin Meor Yahya (ambos oficialistas) el 26 de octubre de 1957.
| Estado          | Circunscripción        | Parlamentario                                             | Partido | Partido        |
| --------------- | ---------------------- | --------------------------------------------------------- | ------- | -------------- |
| Perlis          | Perlis                 | Sheikh Ahmad Mohd Hashim                                  |         | Alianza (UMNO) |
| Kedah           | Alor Star              | Lee Thean Hin                                             |         | Alianza (MCA)  |
| Kedah           | Kedah Selatan          | Lim Teng Kwang                                            |         | Alianza (MCA)  |
| Kedah           | Kedah Tengah           | Khir Johari                                               |         | Alianza (UMNO) |
| Kedah           | Kedah Utara            | Syed Ahmad Syed Mahmud Shahabudin                         |         | Alianza (UMNO) |
| Kedah           | Kota Star              | Tunku Kassim Sultan Abdul Hamid                           |         | Alianza (UMNO) |
| Kedah           | Sungei Muda            | Tunku Abdul Rahman                                        |         | Alianza (UMNO) |
| Kelantan        | Kelantan Selatan       | Abdul Khalid Awang Osman                                  |         | Alianza (UMNO) |
| Kelantan        | Kelantan Tengah        | Abdul Hamid Mahmud                                        |         | Alianza (UMNO) |
| Kelantan        | Kelantan Timor         | Nik Hassan Nik Yahya                                      |         | Alianza (UMNO) |
| Kelantan        | Kelantan Utara         | Tengku Indra Petra Sultan Ibrahim                         |         | Alianza (UMNO) |
| Kelantan        | Pasir Mas              | Tengku Ahmad Tengku Abdul Ja'afar                         |         | Alianza (UMNO) |
| Trengganu       | Trengganu Selatan      | Wan Yahya Wan Mohamed                                     |         | Alianza (UMNO) |
| Trengganu       | Trengganu Tengah       | Engku Muhsein Abdul Kadir                                 |         | Alianza (UMNO) |
| Trengganu       | Trengganu Utara        | Ibrahim Fikri Mohamed                                     |         | Alianza (UMNO) |
| Penang          | George Town            | Chee Swee Ee                                              |         | Alianza (MCA)  |
| Penang          | Penang Island          | S. M. Zainal Abidin                                       |         | Alianza (UMNO) |
| Penang          | Wellesley North        | Hashim Awang                                              |         | Alianza (UMNO) |
| Penang          | Wellesley South        | Tay Hooi Soo                                              |         | Alianza (MCA)  |
| Perak           | Batang Padang          | Abdul Hamid Khan Sakhawat Ali Khan                        |         | Alianza (UMNO) |
| Perak           | Dindings               | Meor Ariff Meor Alwi                                      |         | Alianza (UMNO) |
| Perak           | Ipoh-Menglembu         | Leong Yew Koh                                             |         | Alianza (MCA)  |
| Perak           | Ipoh-Menglembu         | D. R. Seenivasagam (desde el 31 de agosto de 1957)        |         | PPP            |
| Perak           | Kinta Selatan          | Too Joon Hing                                             |         | Alianza (MCA)  |
| Perak           | Kinta Utara            | V. T. Sambanthan                                          |         | Alianza (MIC)  |
| Perak           | Krian                  | Ahmad Tuan Hussain                                        |         | PAS            |
| Perak           | Larut-Matang           | Cheah Kay Chuan                                           |         | Alianza (MCA)  |
| Perak           | Sungei Perak Hilir     | Abdul Aziz Mat Jabar                                      |         | Alianza (UMNO) |
| Perak           | Sungei Perak Ulu       | Mohamed Ghazali Jawi                                      |         | Alianza (UMNO) |
| Perak           | Sungei Perak Ulu       | Meor Samsudin Meor Yahya (desde el 26 de octubre de 1957) |         | Alianza (UMNO) |
| Perak           | Telok Anson            | Bahaman Samsudin                                          |         | Alianza (UMNO) |
| Pahang          | Pahang Timor           | Abdul Rahman Talib                                        |         | Alianza (UMNO) |
| Pahang          | Semantan               | Abdul Razak Hussein                                       |         | Alianza (UMNO) |
| Pahang          | Ulu Pahang             | Mohamed Sulong Mohd Ali                                   |         | Alianza (UMNO) |
| Selangor        | Kuala Lumpur Barat     | Omar Ong Yoke Lin                                         |         | Alianza (MCA)  |
| Selangor        | Kuala Lumpur Timor     | Cheah Ewe Keat                                            |         | Alianza (MCA)  |
| Selangor        | Kuala Selangor         | Raja Rastam Shahrome Raja Said Tauphy                     |         | Alianza (UMNO) |
| Selangor        | Langat                 | Abu Bakar Baginda                                         |         | Alianza (UMNO) |
| Selangor        | Selangor Barat         | Aziz Ishak                                                |         | Alianza (UMNO) |
| Selangor        | Selangor Tengah        | Lee Eng Teh                                               |         | Alianza (MCA)  |
| Selangor        | Ulu Selangor           | Che Halimahton Abdul Majid                                |         | Alianza (UMNO) |
| Negeri Sembilan | Negri Sembilan Selatan | Abdul Jalil Aminuddin                                     |         | Alianza (UMNO) |
| Negeri Sembilan | Negri Sembilan Utara   | Mohd Idris Matsil                                         |         | Alianza (UMNO) |
| Negeri Sembilan | Seremban               | Lim Kee Siong                                             |         | Alianza (MCA)  |
| Malacca         | Malacca Central        | Tan Siew Sin                                              |         | Alianza (MCA)  |
| Malacca         | Malacca Luar           | Abdul Ghafar Baba                                         |         | Alianza (UMNO) |
| Johor           | Batu Pahat             | S. Chelvasingam MacIntyre                                 |         | Alianza (MIC)  |
| Johor           | Batu Pahat             | Syed Esa Alwee (desde el 14 de diciembre de 1957)         |         | Alianza (UMNO) |
| Johor           | Johore Bahru           | Sulaiman Abdul Rahman                                     |         | Alianza (UMNO) |
| Johor           | Johore Selatan         | L. H. Tan                                                 |         | Alianza (MCA)  |
| Johor           | Johore Tengah          | Teoh Chze Chong                                           |         | Alianza (MCA)  |
| Johor           | Johore Timor           | Ismail Abdul Rahman                                       |         | Alianza (UMNO) |
| Johor           | Muar Selatan           | Tan Suan Kok                                              |         | Alianza (MCA)  |
| Johor           | Muar Utara             | Hassan Yunus                                              |         | Alianza (UMNO) |
| Johor           | Segamat                | Sardon Jubir                                              |         | Alianza (UMNO) |